# Батлер, Джордж Эдмунд
Джордж Эдмунд Батлер (англ. George Edmund Butler; 15 января 1872[…], Саутгемптон, Гэмпшир — 9 августа 1936, Твикнем, Большой Лондон) — английский художник-пейзажист и портретист, специализировавшийся на масляной и акварельной живописи.

## Ранний период жизни
Родился 15 января 1872 года в Саутгемптоне, Англия, в 1883 году с родителями, Джозефом Котом Батлером и Джейн Тиллер, эмигрировал в Новую Зеландию, поселившись в Веллингтоне. После завершения образования в школе Те Аро Батлер работал на своего отца неполный рабочий день и изучал искусство у Джеймса Нэрна в Веллингтонской школе дизайна.

## Художественное образование
Батлер поступил в Веллингтонскую школу дизайна в 1890 году. В 1892 году он присоединился к авангардному художественному клубу Веллингтона, основанному Нэрном, и вскоре заработал репутацию художника благодаря своим морским пейзажам. В 1897 году Батлер вместе с арт-дилером из Веллингтона МакГрегором Райтом отправился в Сидней для изучения картин Национальной художественной галереи Нового Южного Уэльса. Между 1898 и 1900 годами Батлер изучал искусство за границей. 29 апреля 1899 года в Линдхерсте, Хэмпшир Батлер женился на Саре Джейн Попплстоун. Учился в Школе искусств Ламбет и в Академии Жюлиана в Париже, которую закончил с отличием. Позже он был студентом Антверпенской академии, которую также закончил с золотой медалью и получил лавровый венок в 1900 году.

## Художественная карьера
В 1900 году Батлер вернулся в Веллингтон и выставлял свои работы на выставках художественного общества в Крайстчерче. В 1901 году он поселился в Данидине и выставлялся там до 1905 года. Хотя его работы заслужили похвалу на выставках Художественного общества Отаго, он как профессиональный художник испытывал финансовые трудности. Он зарабатывал тем, что обучал рисованию других людей и создавал портреты городских сановников. В 1905 году он вернулся в Англию и поселился в Бристоле, преподавая искусство в Клифтон-колледже. Батлер был избран в Королевскую академию Западной Англии в 1912 году, после того как заработал репутацию художника-портретиста и пейзажиста, писавшего маслом и акварелью. Батлер также выставлялся в Королевской академии художеств, Королевской шотландской академии, Королевской академии и на ежегодной салонной выставке в Société des Artistes Français в Париже.

## Военный художник

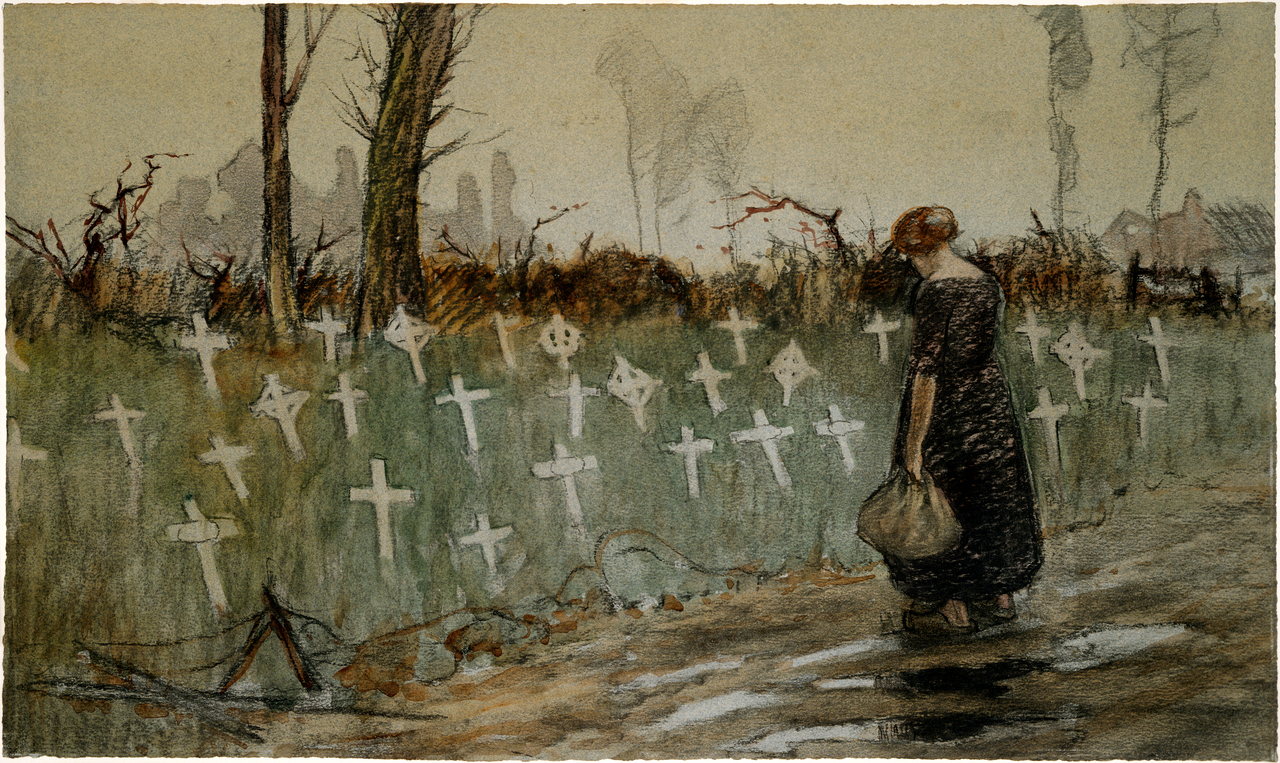
Придорожное кладбище недалеко от Новой Эглиз,

Комитет военного музея Новозеландского экспедиционного корпуса предложил Батлеру стать официальным новозеландским военным художником. Назначенный в почетном звании капитана Новозеландского экспедиционного корпуса в сентябре 1918 года, он присоединился к Новозеландскому дивизиону во Франции в том же месяце. Во время своего пребывания в дивизионе он наблюдал за рядом военных операций, иногда под огнем, делая рисунки в альбоме для рисования. Эти зарисовки позже стали основой для его картин. После перемирия он вернулся во Францию и Бельгию, чтобы зарисовать различные места сражений в Новой Зеландии.
Демобилизовавшись из экспедиционного корпуса 31 декабря 1918 года, Батлер получил частный заказ от Роберта Хитона Роудса и генерал-майора сэра Эндрю Гамильтона Рассела, командующего новозеландской дивизией, сделать ещё серию портретов старших офицеров и ряд пейзажей поле боя на Западном фронте. Намерением Родса было убедить правительство Новой Зеландии купить эти работы. Это было согласовано в сентябре 1921 года, и оплата Батлеру была одобрена, включая покупку ещё двух больших работ и 26 картин меньшего размера, рекомендованных Верховным комиссаром Новой Зеландии в Соединенном Королевстве сэром Джеймсом Алленом. Эти работы сейчас хранятся в Национальном архиве в Веллингтоне.

## Последние годы
Батлер так и не вернулся в Новую Зеландию после войны, оставшись жить в Англии. После смерти жены в 1928 году он женился на Монике Сьюзан Бойс 29 апреля 1929 года. Умер в Твикнеме 9 августа 1936 года. У него остались вдова и двое детей от первого брака, Бернис и Брайан.